# Areso
Areso – gmina w Hiszpanii, w Nawarze, o powierzchni 12,2 km². W 2011 roku gmina liczyła 276 mieszkańców.